# Habib Nasution
Habib Nasution (Medan, 13 novembre 1936) è un nuotatore indonesiano.
Ha partecipato alle Olimpiadi di Melbourne 1956, gareggiando nei 100m e nei 400m sl. Fu selezionato anche per partecipare ai Giochi di Roma 1960, alla gara dei 200m farfalla, ma alla fine non vi gareggiò.
Ai III Giochi asiatici, ha vinto 2 bronzi, rispettivamente nei 200m sl e nella Staffetta mista 4x100m.